# Biarre
Biarre és un municipi francès situat al departament del Somme i a la regió dels Alts de França. L'any 2007 tenia 59 habitants.

## Demografia

### Població

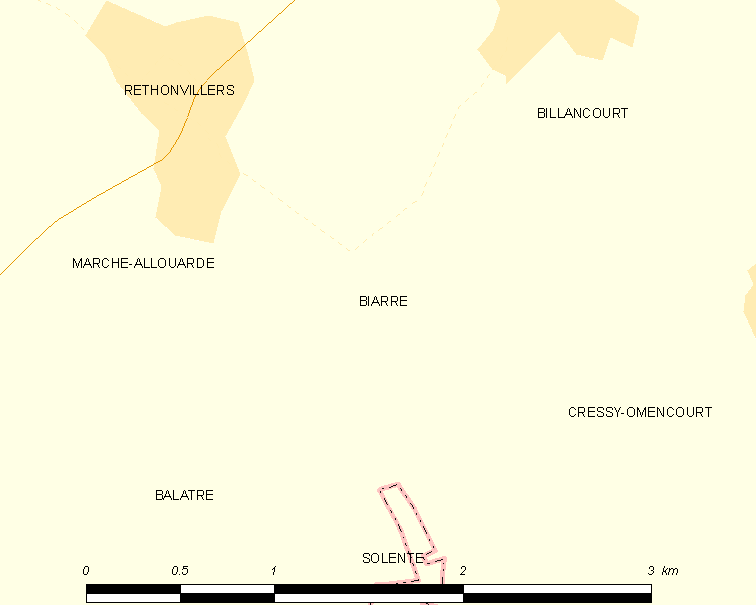

El 2007 la població de fet de Biarre era de 59 persones. Hi havia 24 famílies de les quals 8 eren unipersonals (8 dones vivint soles i 8 dones vivint soles), 8 parelles sense fills i 8 parelles amb fills.

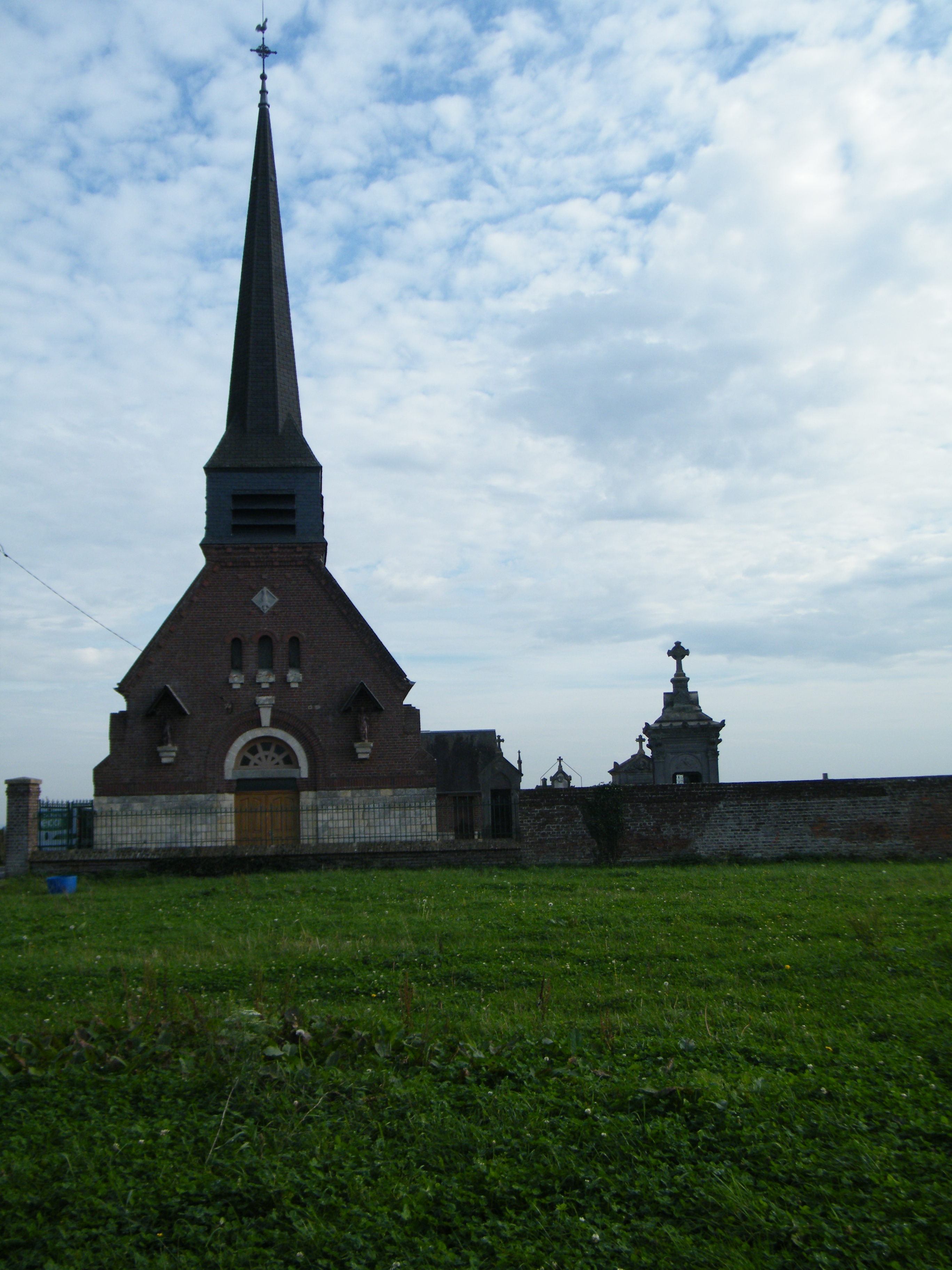

La població ha evolucionat segons el següent gràfic:
Habitants censats

### Habitatges
El 2007 hi havia 31 habitatges, 26 eren l'habitatge principal de la família, 2 eren segones residències i 3 estaven desocupats. Tots els 31 habitatges eren cases. Dels 26 habitatges principals, 24 estaven ocupats pels seus propietaris i 2 estaven llogats i ocupats pels llogaters; 1 tenia dues cambres, 1 en tenia tres, 6 en tenien quatre i 18 en tenien cinc o més. 22 habitatges disposaven pel capbaix d'una plaça de pàrquing. A 13 habitatges hi havia un automòbil i a 10 n'hi havia dos o més.

### Piràmide de població

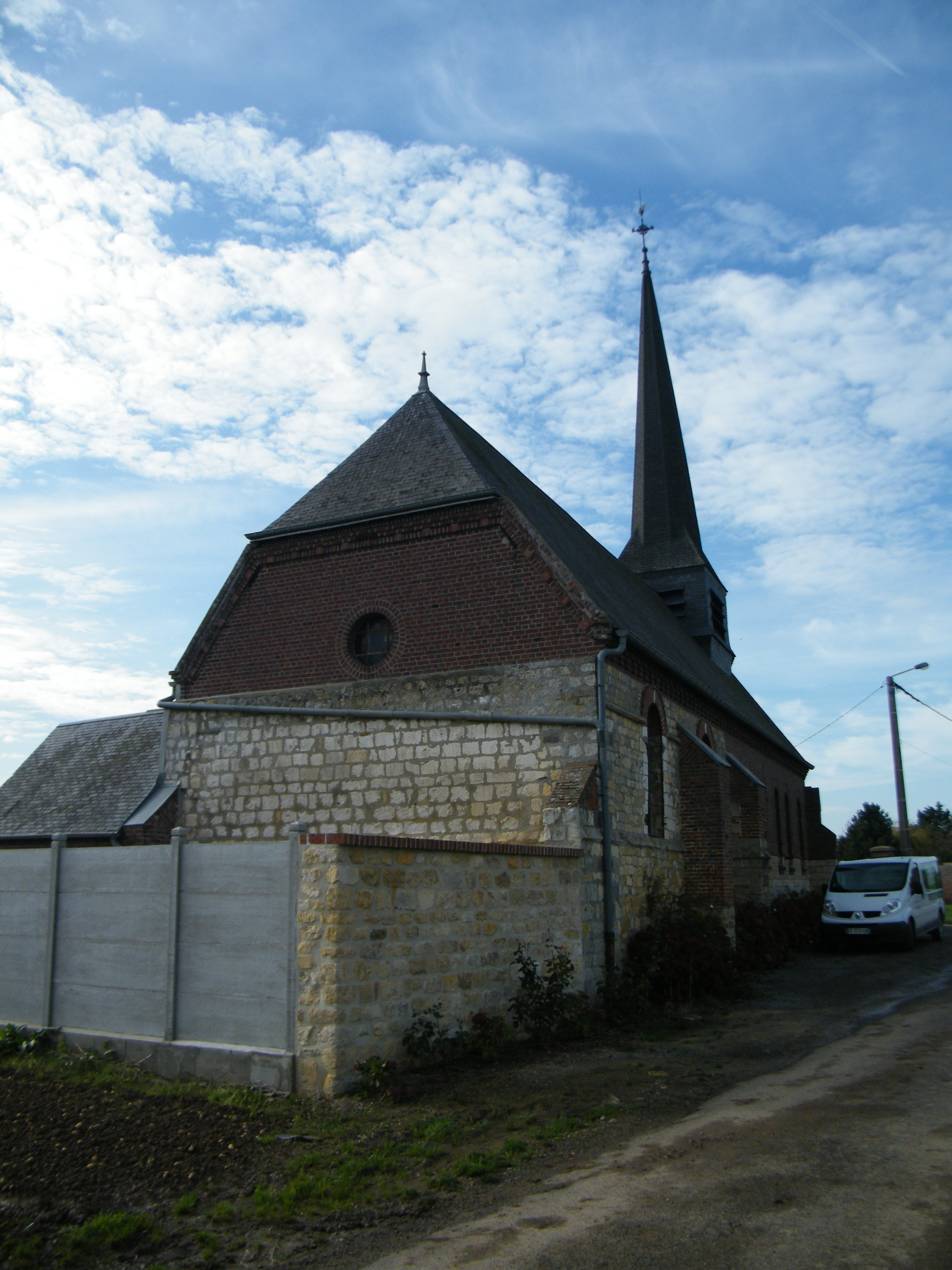

La piràmide de població per edats i sexe el 2009 era:
| Homes | Edats   | Dones |
| ----- | ------- | ----- |
| 0     | 95 o +  | 0     |
| 0     | 90 a 94 | 0     |
| 0     | 85 a 89 | 0     |
| 0     | 80 a 84 | 0     |
| 4     | 75 a 79 | 4     |
| 0     | 70 a 74 | 4     |
| 0     | 65 a 69 | 0     |
| 0     | 60 a 64 | 4     |
| 4     | 55 a 59 | 0     |
| 0     | 50 a 54 | 0     |
| 4     | 45 a 49 | 4     |
| 4     | 40 a 44 | 0     |
| 0     | 35 a 39 | 4     |
| 0     | 30 a 34 | 0     |
| 4     | 25 a 29 | 0     |
| 8     | 20 a 24 | 4     |
| 8     | 15 a 19 | 0     |
| 4     | 10 a 14 | 4     |
| 0     | 5 a 9   | 0     |
| 0     | 0 a 4   | 0     |

## Economia

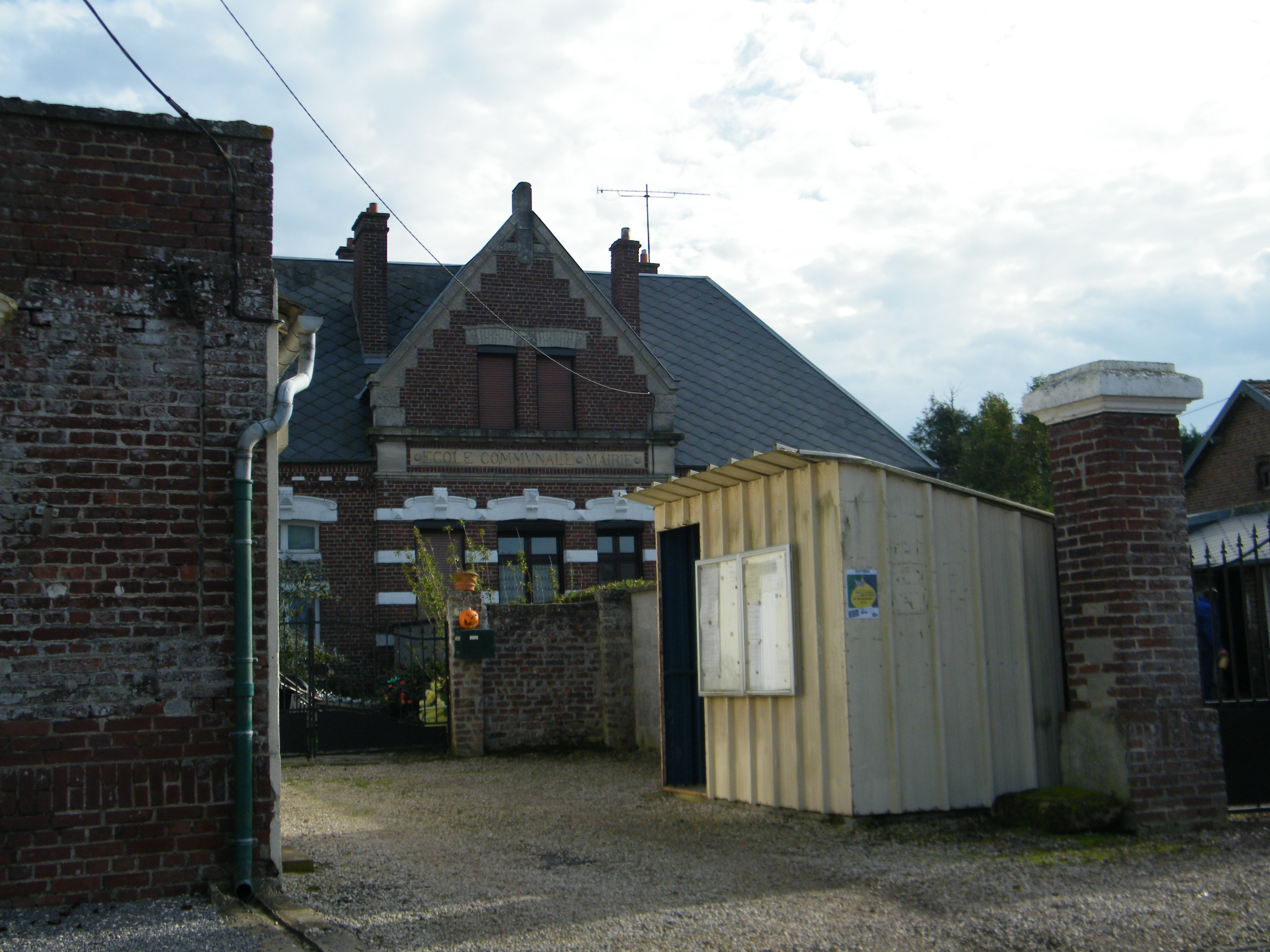

El 2007 la població en edat de treballar era de 38 persones, 30 eren actives i 8 eren inactives. De les 30 persones actives 28 estaven ocupades (17 homes i 11 dones) i 2 estaven aturades (2 homes). De les 8 persones inactives 2 estaven jubilades, 3 estaven estudiant i 3 estaven classificades com a «altres inactius».
Activitats econòmiques
Dels 2 establiments que hi havia el 2007, 1 era d'una empresa de transport i 1 d'una empresa de serveis.
L'any 2000 a Biarre hi havia 5 explotacions agrícoles.

## Poblacions més properes

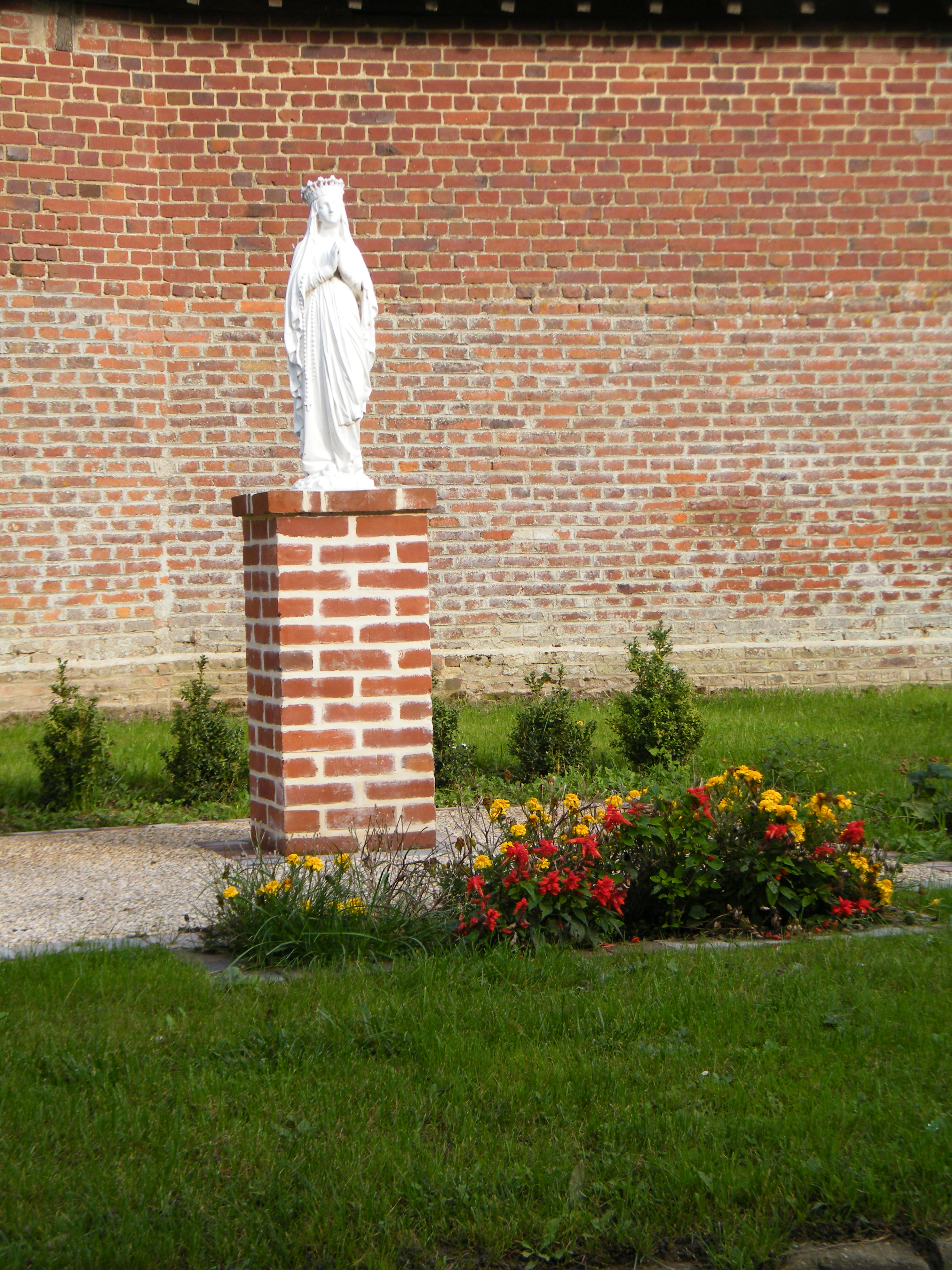

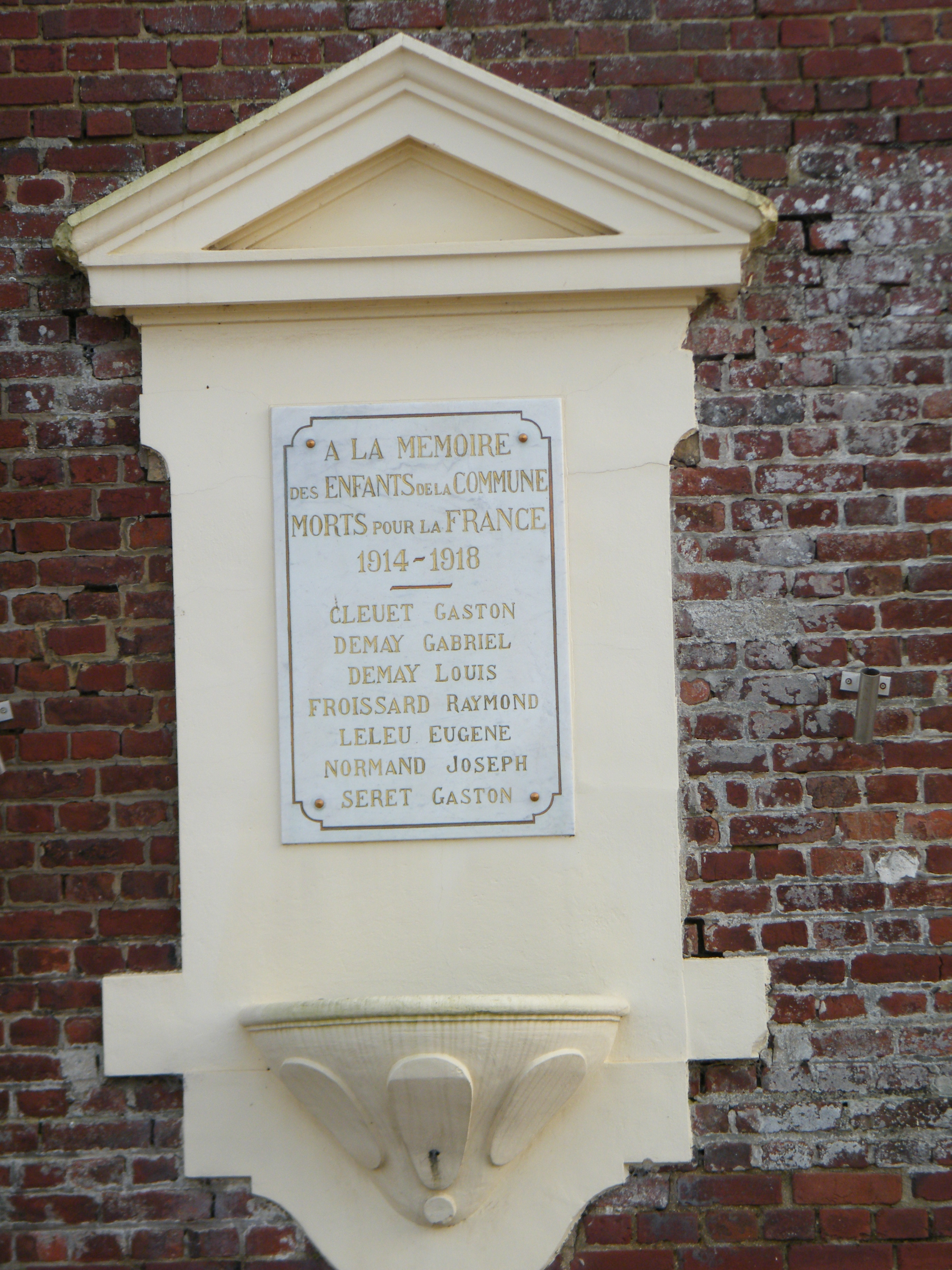

El següent diagrama mostra les poblacions més properes.